# ゲイリー (競走馬)
ゲイリー（欧字名:Gaily、1971年4月23日 - 1985年以降）は、アメリカ合衆国生まれのイギリスの競走馬。主な勝ち鞍は1974年のアイリッシュ1000ギニー。

## 生い立ち
1971年、アメリカ・ケンタッキー州ハーミテージファームのワーナー・L・ジョーンズによって生産された。1歳のときにキーンランド・セールに上場され、イギリス人の馬主兼ブリーダーのマイケル・ソベルの代理人によって12万ドルで購入された。後にヨーロッパに送られ、バークシャーのウェスト・イルズリーでディック・ハーンが調教した。

## 競走馬時代

### 1973年（2歳）
8月、ニューベリー競馬場で行われた6ハロン16頭立てのメイドン競走でデビュー。ピーター・ウォルウィン調教のヘブンリーフォームから1馬身半差の2着に敗れた。1か月後、アスコット競馬場で行われた1マイルのグリーンシールドステークスは、エスコリアルとイブニングベンチャーに次ぐ3着に終わった。

### 1974年（3歳）
シーズン初戦、4月にアスコット競馬場で開催された1マイルのメイドン競走で初勝利を収めたが、これがイギリスでの最後のレースとなった。
5月18日、アイルランドのカラ競馬場で行われたアイリッシュ1000ギニーに出走。鞍上はオーストラリア人ジョッキーのロン・ハッチンソンが担当した。レースは中間地点で先頭に立つと、そのまま他を引き離して2着ノーザンジェムに1馬身半差をつけ快勝した。
以降の5戦はいずれも勝利を収めることこそできなかったものの、7月20日のアイリッシュオークスで2着、9月22日のヴェルメイユ賞で3着、ラストランとなった10月6日のオペラ賞で2着と、欧州のトップレースで確かな結果を残した。

## 繁殖牝馬時代
引退後は馬主のソベルが所有するアイルランドのバリーマコル・スタッドで繁殖生活を送り、1976年から1986年にかけて9頭の産駒を残した。
競走馬として最も成功したのは6番仔のゲイヘレネで、1985年に仏G3のフロール賞を制している。

### ファミリーライン
※主要部（GI級競走優勝馬、日本のグレード制重賞優勝馬、その他個別記事のある馬）のみ記載。*は日本に輸入された馬。
- Gaily 1971
  - Gay Milly  1977
    - Cocotte 1983
      - Anima 1989
        - Sadima 1998
          - Youmzain 2003（サンクルー大賞、オイロパ賞）
          - Creachadoir 2004（ロッキンジステークス）

      - *ハニーバン 1991
        - *プラウドビューティー 2000
          - レッドキングダム 2009（中山大障害）

        - ハニーダンサー 2004
          - ヨカヨカ 2018（北九州記念）

      - *ピルサドスキー 1992（ジャパンカップ、チャンピオンステークスなどGI6勝）
      - *ファインモーション 1999（秋華賞、エリザベス女王杯など重賞5勝）

  - *グラッドタイディングス 1979
    - ミスグローリー 1990
      - タムロチェリー 1999（阪神ジュベナイルフィリーズ、小倉2歳ステークス）
        - タムロブライト 2006
          - ミライヘノツバサ 2013（ダイヤモンドステークス）

  - Gay Hellene 1982
    - Athene 1991
      - Sir John Hawkwood 2009（ザ・メトロポリタン）

    - Straight Lass 1998
      - Naaqoos 2006（ジャン・リュック・ラガルデール賞）

  - Gay Fantastic 1983
    - Fairy Lights 1995
      - *ロックドゥカンブ 2004（セントライト記念、ラジオNIKKEI賞）

- 出展:牝系検索α

## 血統表
| Gailyの血統                | Gailyの血統                                                           | Gailyの血統                                                           | （血統表の出典）                                                      | （血統表の出典） |
| 父系                       | サーゲイロード系                                                      | サーゲイロード系                                                      | サーゲイロード系                                                      |                  |
| 父 Sir Gaylord 黒鹿毛 1959 | 父の父Turn-to 鹿毛 1951                                               | Royal Charger                                                         | Nearco                                                                | Nearco           |
| 父 Sir Gaylord 黒鹿毛 1959 | 父の父Turn-to 鹿毛 1951                                               | Royal Charger                                                         | Sun Princess                                                          |                  |
| 父 Sir Gaylord 黒鹿毛 1959 | 父の父Turn-to 鹿毛 1951                                               | Source Sucree                                                         | Admiral Drake                                                         | Admiral Drake    |
| 父 Sir Gaylord 黒鹿毛 1959 | 父の父Turn-to 鹿毛 1951                                               | Source Sucree                                                         | Lavendula                                                             |                  |
| 父 Sir Gaylord 黒鹿毛 1959 | 父の母Somethingroyal 鹿毛 1952                                        | Princequillo                                                          | Prince Rose                                                           | Prince Rose      |
| 父 Sir Gaylord 黒鹿毛 1959 | 父の母Somethingroyal 鹿毛 1952                                        | Princequillo                                                          | Cosquilla                                                             |                  |
| 父 Sir Gaylord 黒鹿毛 1959 | 父の母Somethingroyal 鹿毛 1952                                        | Imperatrice                                                           | Caruso                                                                | Caruso           |
| 父 Sir Gaylord 黒鹿毛 1959 | 父の母Somethingroyal 鹿毛 1952                                        | Imperatrice                                                           | Cinquepace                                                            |                  |
| 母 Spearfish 黒鹿毛 1963   | 母の父Fleet Nasrullah 鹿毛 1955                                       | Nasrullah                                                             | Nearco                                                                | Nearco           |
| 母 Spearfish 黒鹿毛 1963   | 母の父Fleet Nasrullah 鹿毛 1955                                       | Nasrullah                                                             | Mumtaz Begum                                                          |                  |
| 母 Spearfish 黒鹿毛 1963   | 母の父Fleet Nasrullah 鹿毛 1955                                       | Happy Go Fleet                                                        | Count Fleet                                                           | Count Fleet      |
| 母 Spearfish 黒鹿毛 1963   | 母の父Fleet Nasrullah 鹿毛 1955                                       | Happy Go Fleet                                                        | Draeh                                                                 |                  |
| 母 Spearfish 黒鹿毛 1963   | 母の母Alabama Gal 鹿毛 1957                                           | Determine                                                             | Alibhai                                                               | Alibhai          |
| 母 Spearfish 黒鹿毛 1963   | 母の母Alabama Gal 鹿毛 1957                                           | Determine                                                             | Koubis                                                                |                  |
| 母 Spearfish 黒鹿毛 1963   | 母の母Alabama Gal 鹿毛 1957                                           | Trojan Lass                                                           | Priam                                                                 | Priam            |
| 母 Spearfish 黒鹿毛 1963   | 母の母Alabama Gal 鹿毛 1957                                           | Trojan Lass                                                           | Rompers                                                               |                  |
| 母系(F-No.)                | (FN:11)                                                               | (FN:11)                                                               | (FN:11)                                                               | [ § 2 ]          |
| 5代内の近親交配            | Nearco：S4×M4、Mumtaz Begum：M4×S5、Pharos：S5×S5×M5、Bull Dog：M5×M5 | Nearco：S4×M4、Mumtaz Begum：M4×S5、Pharos：S5×S5×M5、Bull Dog：M5×M5 | Nearco：S4×M4、Mumtaz Begum：M4×S5、Pharos：S5×S5×M5、Bull Dog：M5×M5 | [ § 3 ]          |
| 出典                       | 1. 2. 3.                                                              | 1. 2. 3.                                                              | 1. 2. 3.                                                              | 1. 2. 3.         |